# Милованович, Манойло
Манойло Милованович (серб. Манојло Миловановић; 21 ноября 1943, Ламинци-Яружани, Королевство Югославия — 9 октября 2019, Баня-Лука, Босния и Герцеговина) — сербский генерал и военный деятель, известный военачальник армии Республики Сербской в период войны в Боснии и Герцеговине и после неё.

## Биография
Манойло Милованович родился 21 ноября 1943 года в селе Ламинци-Яружани близ Градишки в семье Ефто и Мары Милованович. Среднюю школу окончил в 1958 году. Милованович выбрал военную карьеру и в 1961 году завершил обучение в подофицерской школе, по направлению бронетанковых войск. В 1966 году он прошел обучение в Военной академии сухопутных войск по той же специальности. 27 сентября того же года он получил звание подпоручика, а в 1969 году — поручика. В 1972 году Миловановичу было присвоено звание капитана, а спустя три года — звание капитана 1-го класса. В 1977 году он окончил Командно-штабную школу тактики сухопутных войск. В 1979 году Милованович был произведен в майоры, а в 1984 году — в подполковники.
12 мая 1998 года Милованович указом президента РС Биляны Плавшич был произведен в чин генерал-полковника.
Скончался в Баня-Луке 9 октября 2019 года после болезни.